# Поддубный, Дмитрий Игоревич
Дми́трий И́горевич Подду́бный (укр. Дмитро Ігорович Піддубний; род. 15 января 2000, Демьяновка, Херсонская область) — украинский футболист, защитник.

## Биография
Родился 15 января 2000 года. В детско-юношеской футбольной лиге Украины выступал за симферопольское Училище олимпийского резерва (2013) и Днепропетровское высшее училище физической культуры (2016—2017).
Летом 2017 года перешёл в стан луганской «Зари». В сезоне 2017/18 дебютировал в чемпионате Украины среди юношеских и чемпионате среди молодёжных команд. В январе 2020 года отправился на тренировочные сборы в Турцию вместе с основным составом «Зари».
В чемпионате Украины дебютировал 22 августа 2020 года в матче 1-го тура сезона 2020/21 против черниговской «Десны» (1:3).

## Статистика
| Сезон   | Клуб           | Лига                 | Чемпионат | Чемпионат | Кубок | Кубок | Еврокубки | Еврокубки | U-21 | U-21 | U-19 | U-19 |
| Сезон   | Клуб           | Лига                 | Игры      | Голы      | Игры  | Голы  | Игры      | Голы      | Игры | Голы | Игры | Голы |
| ------- | -------------- | -------------------- | --------- | --------- | ----- | ----- | --------- | --------- | ---- | ---- | ---- | ---- |
| 2017/18 | Заря (Луганск) | Премьер-лига Украины | 0         | 0         | 0     | 0     | 0         | 0         | 2    | 0    | 23   | 2    |
| 2018/19 | Заря (Луганск) | Премьер-лига Украины | 0         | 0         | 0     | 0     | 0         | 0         | 3    | 0    | 14   | 0    |
| 2019/20 | Заря (Луганск) | Премьер-лига Украины | 0         | 0         | 0     | 0     | 0         | 0         | 14   | 1    | 0    | 0    |
| 2020/21 | Заря (Луганск) | Премьер-лига Украины | 1         | 0         | 0     | 0     | 0         | 0         | 1    | 0    | 0    | 0    |